# 杨河乡 (峨边县)
杨河乡，是中华人民共和国四川省乐山市峨边彝族自治县下辖的一个乡镇级行政单位。

## 行政区划
杨河乡下辖以下地区：
高湾村、茶园村、牟家村、张加村、仲子村和垭垭村。